# Miss Viborg
Miss Viborg és un llargmetratge danès del 2022 dirigit per Marianne Blicher. S'ha doblat i subtitulat al català.

## Sinopsi
La Solvej, exreina de la bellesa de 61 anys, viu sola amb el seu gos en una zona d'habitatges socials als afores de la ciutat provincial danesa de Viborg. Tots els dies, realitza les mateixes rutines deambulant en el seu escúter venent els seus medicaments receptats, somiant amb un món lluny de Viborg i recordant cartes d'amor del passat. Per circumstàncies imprevistes, apareix en la seva vida la filla de la seva veïna, la rebel Kate de 17 anys. Tot i ser de generacions molt diferents, sorgeix entre elles una amistat improbable i una nova esperança per al futur.

## Repartiment
- Ragnhild Kaasgaard
- Kristian Halken
- Isabella Møller Hansen